# قرار مجلس الأمن التابع للأمم المتحدة رقم 672
قرار مجلس الأمن الدولي رقم 672 لعام 1990 بتاريخ 12 أكتوبر يدين أعمال العنف التي ارتكبتها قوات الأمن الإسرائيلية في 8 أكتوبر من عام 1990 في الحرم القدسي الشريف مما أسفر عن مقتل ما يزيد على 20 فلسطينياً، وإصابة ما يربو على 150 شخصاً بجراح (مدنيون فلسطينيون ومصلون أبرياء).